# 19 november
19 november is de 323ste dag van het jaar (324ste dag in een schrikkeljaar) in de gregoriaanse kalender. Hierna volgen nog 42 dagen tot het einde van het jaar.

## Gebeurtenissen
- Algemeen
  - 1404 - Eerste Sint-Elisabethsvloed.[1]
  - 1421 - Tweede Sint-Elisabethsvloed.[1]
  - 1424 - Derde Sint-Elisabethsvloed.[1]
  - 1493 - Christoffel Columbus ontdekt Puerto Rico.[2]
  - 1597 - Willem van Nassau-Weilburg wordt opgevolgd door zijn broers Lodewijk II van Nassau-Saarbrücken en Johan Casimir van Nassau-Gleiberg.
  - 2012 - In Friesland wordt een verdachte uit Oudwoude opgepakt voor de moord op Marianne Vaatstra in 1999. De man kwam in beeld na een grootschalig DNA-verwantschapsonderzoek.
- Bouwkunst en architectuur
  - 1819 - Opening van het Museo Nacional del Prado ('het Prado') in Madrid.[2][3]
- Kunst en cultuur
  - 1990 - Jean Rouaud ontvangt de Prix Goncourt voor zijn debuutroman Les Champs d'honneur.
  - 2013 - De officier van justitie in Boekarest eist 18 jaar celstraf tegen Radu Dogaru, een van de hoofdverdachten van de diefstal van zeven schilderijen uit de Kunsthal Rotterdam.
- Muziek
  - 1967 - De Beatles LP Magical Mystery Tour komt uit in het Verenigd Koninkrijk.[2]
  - 2002 - Michael Jackson veroorzaakt opschudding bij een balkonscène in Berlijn. Hij wil zijn zoontje goed aan het publiek laten zien en houdt het kind daarbij buiten het balkon wat hem op veel kritiek komt te staan.[4]
  - 2016 - Chaka Khan (63) treedt op tijdens Night of the Proms in Ahoy Rotterdam.
- Oorlog
  - 1942 - De Sovjet-Unie zet tegenaanval op Stalingrad in.[2]
  - 1990 - Golfoorlog - Irak maakt bekend dat er 250.000 soldaten extra in Koeweit zullen worden ingezet.
  - 1990 - Tijdens de Conferentie voor Veiligheid en Samenwerking in Europa in Parijs kondigen de landen van de NAVO en het Warschaupact officieel het einde van de Koude Oorlog af.
  - 1992 - De Veiligheidsraad van de Verenigde Naties kondigt een wapenembargo af tegen het door geweld verscheurde Liberia.
  - 2005 - Irakoorlog - Een Amerikaanse marinier wordt gedood door een bermbom in Haditha, gevolgd door een massamoord door de mariniers onder de plaatselijke bevolking: 24 Iraakse burgers, waaronder acht kinderen, worden gedood.
  - 2012 - De islamistische beweging MUJAO verovert de stad Ménaka op de Malinese rebellen van de MNLA.
- Politiek
  - 461 - Ricimer zet Libius Severus op de troon van het West-Romeinse Rijk.
  - 1990 - Ondertekening van de CFE (Conventional Forces in Europe)-akkoorden in Parijs. Een ontwapeningsverdrag tussen de Navo en het Warschaupact, dat een einde maakt aan de Koude Oorlog.
  - 1992 - Het Noorse parlement stemt met 105 tegen 55 stemmen in met het aanvragen van het lidmaatschap van de Europese Gemeenschap.
  - 2009 - De Belgische politicus Herman Van Rompuy wordt aangeduid als eerste President van de Europese Raad.[2]
  - 2009 - President Hugo Chávez van Venezuela bagatelliseert het opblazen van twee voetgangersbruggen aan de grens met Colombia. Volgens hem gaat het om twee illegaal gebouwde bruggen over de rivier Táchira.
  - 2021 - Vicepresident Kamala Harris werd de eerste vrouw met presidentiële macht in de Verenigde Staten. Ze werd voor anderhalf uur waarnemend president, omdat president Joe Biden wegens een coloscopie verdoving kreeg.
- Religie
  - 461 - Hilarius wordt Paus Hilarius.[2]
  - 1576 - Paus Gregorius XIII creëert één nieuwe kardinaal, aartshertog Andreas van Oostenrijk.
  - 1919 - Oprichting van de Apostolische Prefectuur Celebes in Nederlands-Indië.
- Sport
  - 1969 - Pelé scoort uit een penalty in de 78e minuut van de voetbalwedstrijd Santos FC tegen Vasco da Gama zijn 1000e doelpunt.
  - 1980 - Het Nederlands voetbalelftal verliest ook de tweede wedstrijd in de kwalificatiereeks voor het WK voetbal 1982. België wint in Brussel met 1-0 door een rake strafschop na rust van spits Erwin Vandenbergh.
  - 1986 - Het Nederlands voetbalelftal speelt in Amsterdam met 0-0 gelijk tegen Polen in de EK-kwalificatiereeks.
  - 2001 - Lleyton Hewitt lost Gustavo Kuerten na dertig weken af als nummer één op de wereldranglijst der tennisprofessionals; de Australiër moet die positie na 75 weken afstaan aan Andre Agassi.[2]
  - 2003 - Het Nederlands elftal plaatst zich dankzij een 6-0 zege op Schotland voor het EK voetbal 2004.
  - 2005 - Schaatser Joji Kato verbetert in Salt Lake City het wereldrecord van Hiroyasu Shimizu op de 500 meter (34,32 seconden) met een tijd van 34,30 seconden.
  - 2013 - Het Gibraltarees voetbalelftal speelt in Faro de eerste officiële interland uit de geschiedenis. Het duel tegen Slowakije eindigt in 0-0.
  - 2013 - Oprichting van de Amerikaanse voetbalclub Orlando City SC.
  - 2013 - Ghana plaatst zich voor het WK voetbal 2014 in Brazilië door Egypte in de play-offs te verslaan.
  - 2023 - Het Nederlandse rugbyteam voor spelers onder de 20 jaar wordt Europees Kampioen door in de finale het Belgische team met 26-16 te verslaan.[5]
  - 2023 - Brits darter Luke Humphries wint de finale van de Grand Slam of Darts door zijn landgenoot Rob Cross met 16-8 te verslaan.[6]
  - 2023 - In Turijn (Italië) zegeviert de Serviër Novak Djokovic voor de zevende keer in de ATP Finals door de Italiaan Jannik Sinner in de finale in twee sets te verslaan. Geen enkele andere tennisser heeft de ATP Finals zo vaak gewonnen als Djokovic.[7]
  - 2023 - Jacob Kiplimo uit Oeganda wint de 38ste editie van de Zevenheuvelenloop in een tijd van 41.05 en hiermee evenaart hij het wereldrecord dat sinds 2018 in handen is van zijn landgenoot Joshua Cheptegei. Filmon Tesfu is op de vierde plaats de beste Nederlander. Bij de vrouwen wint de Keniaanse Beatrice Chepkoech in 47.12 en is Jill Holterman op de zevende plaats de beste Nederlandse.
  - 2023 - Formule 1-coureur Max Verstappen wint de Grand Prix van Las Vegas en noteert de achttiende zege van dit seizoen. Evenals de Duitser Sebastian Vettel heeft de Nederlander nu 53 overwinningen op zijn naam staan waarmee het duo derde staat op de ranglijst van GP-overwinningen in de Formule 1. De Brit Lewis Hamilton kwam tot nu toe tot 103 en de niet meer rijdende Duitser Michael Schumacher tot 91.[8]
  - 2023 - De Amerikaanse tennisser Rajeev Ram en de Brit Joe Salisbury prolongeren hun titel in het dubbelspel bij de ATP Finals door in de finale de Spanjaard Marcel Granollers en de Argentijn Horacio Zeballos in twee sets te verslaan.[9]
- Wetenschap en technologie
  - 1969 - Apollo 12 landt op de Maan.[2]
  - 2005 - Het Japanse ruimtevaartuig Hayabusa stijgt op van een planetoïde. Het is de eerste keer in de geschiedenis dat een ruimtevaartuig dit doet.[10]
  - 2022 - Astronomen van het Mount Lemmon Observatory in Arizona ontdekken een nog geen 1 meter grote planetoïde slechts 3 uur voordat deze als meteoor is te zien en vervolgens als meteoriet neerkomt in het Ontariomeer in Canada. Het object met de naam C8FF042 is het zesde dat is gevonden voor het daadwerkelijk plaatsvinden van de inslag.[11][12]

## Geboren

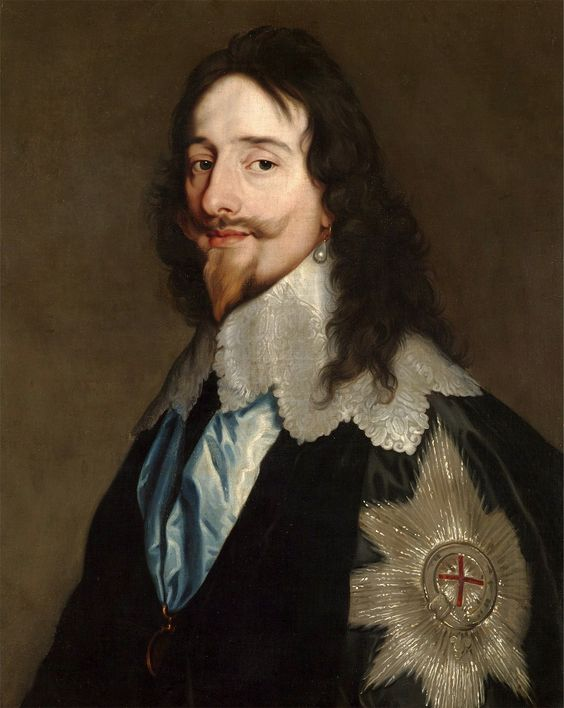
Karel I van Engeland
geboren in 1600

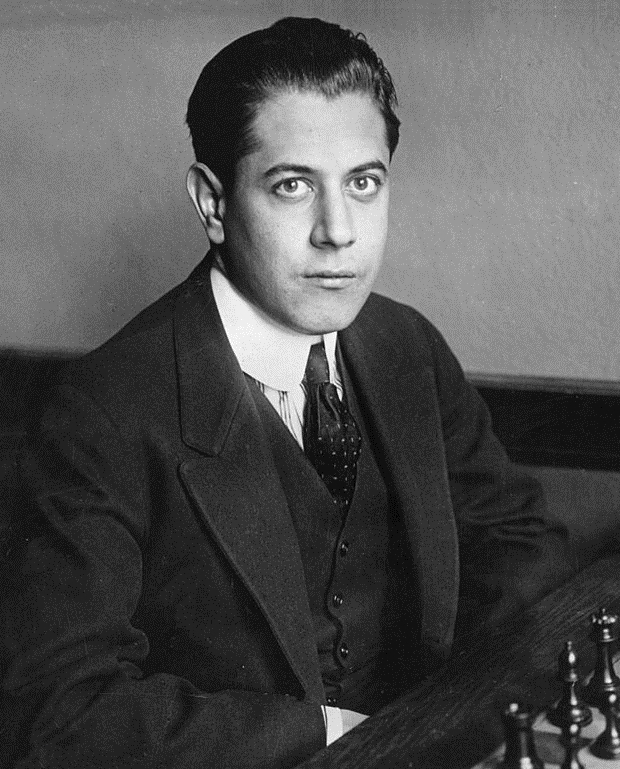
José Raúl Capablanca
geboren in 1888

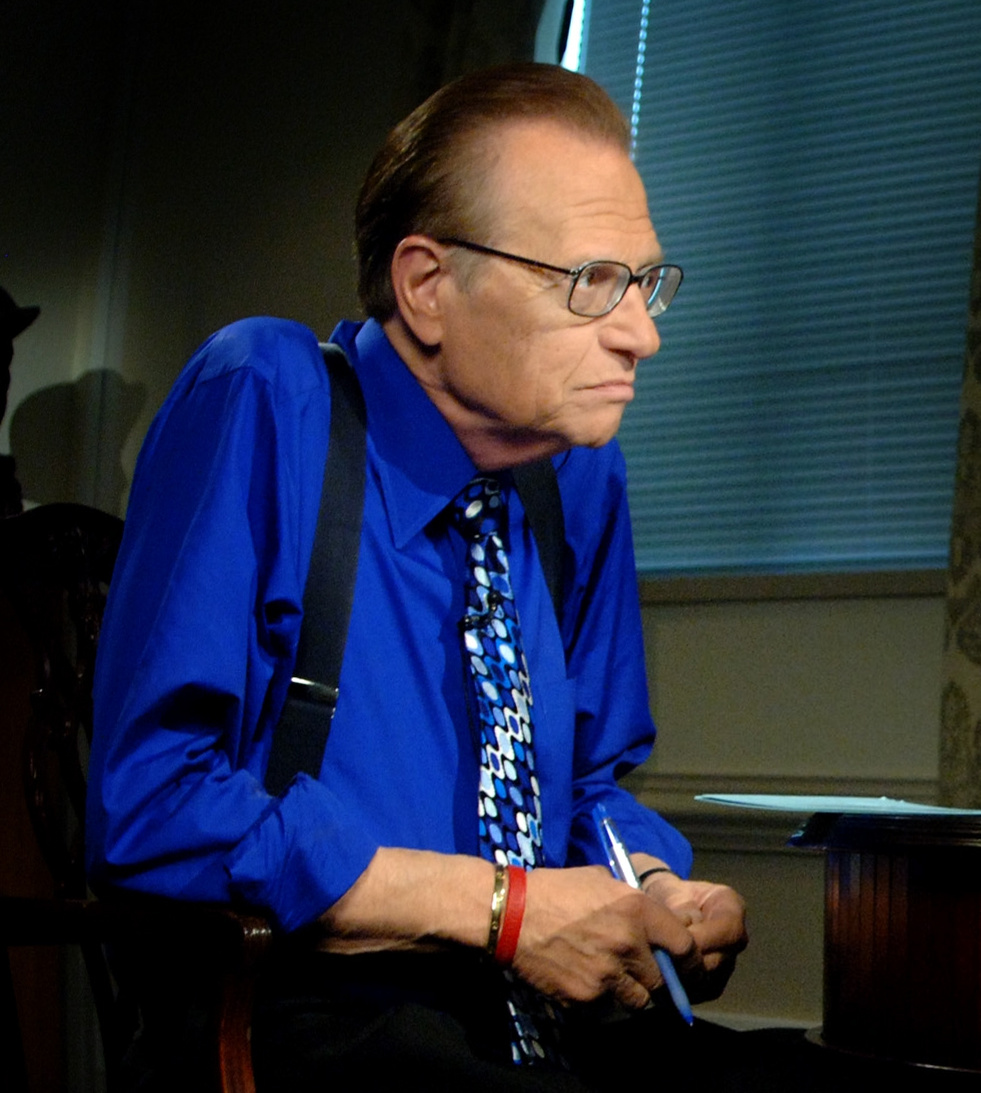
Larry King
geboren in 1933

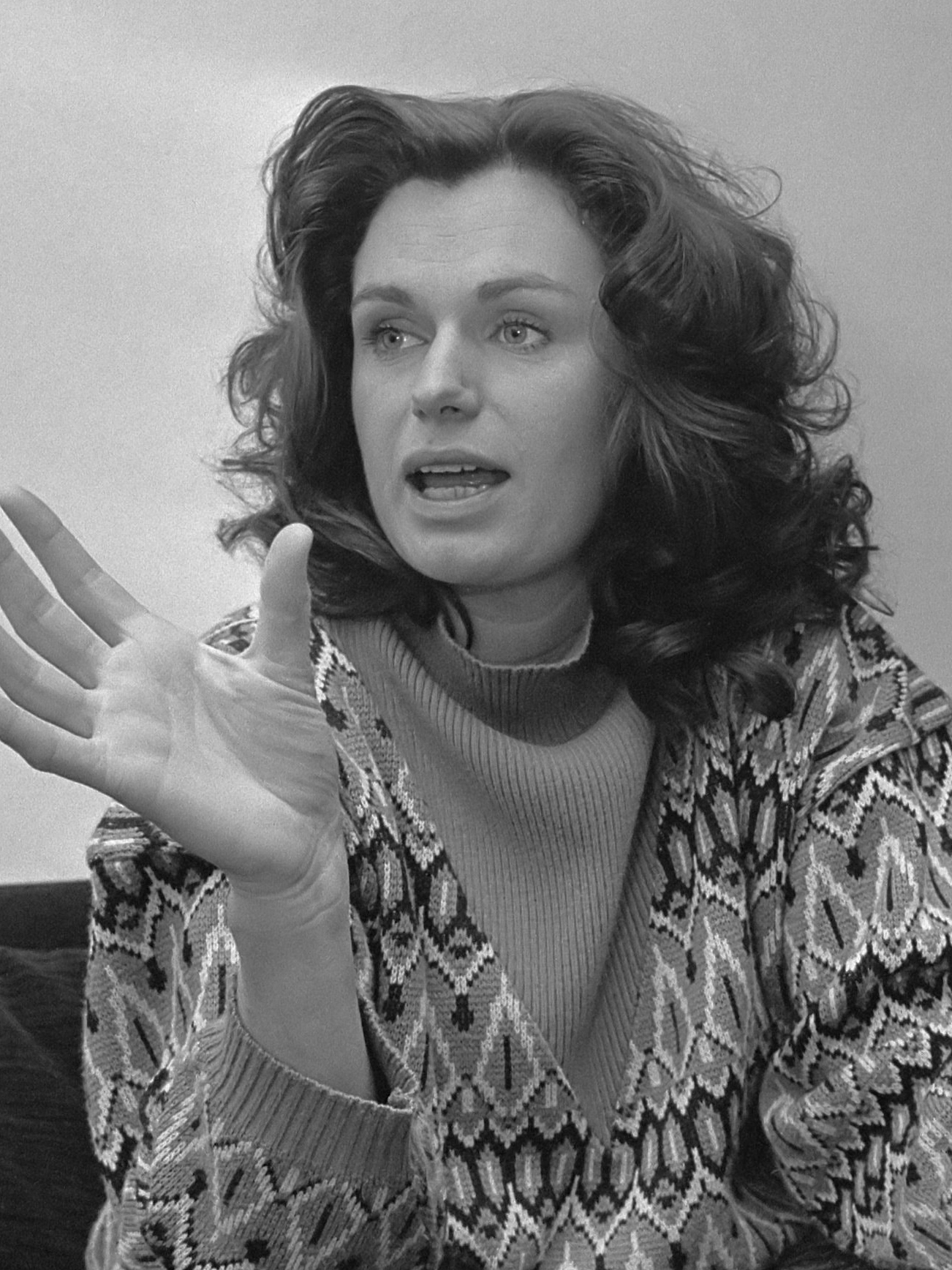
Liz Snoijink
geboren in 1955

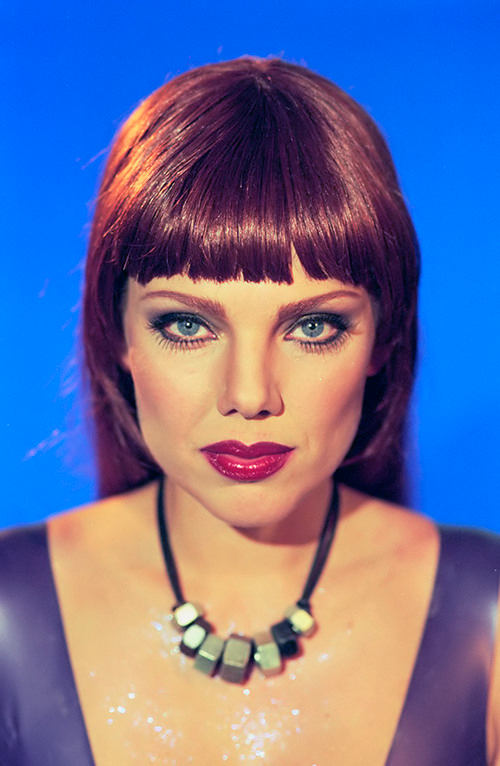
Esther Duller
geboren in 1966

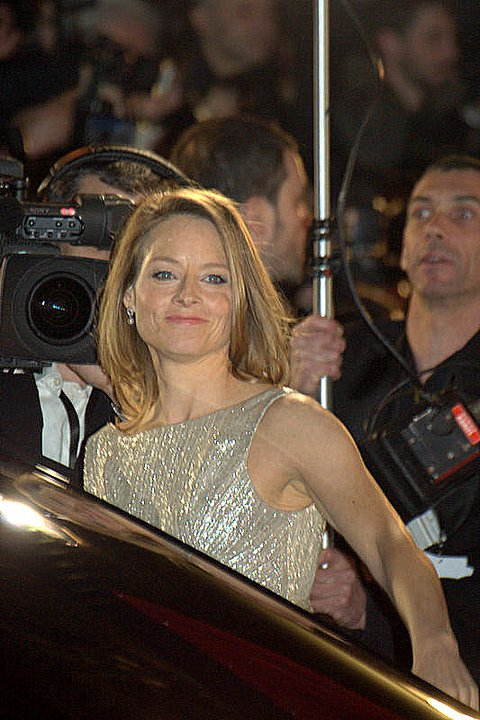
Jodie Foster
geboren in 1962

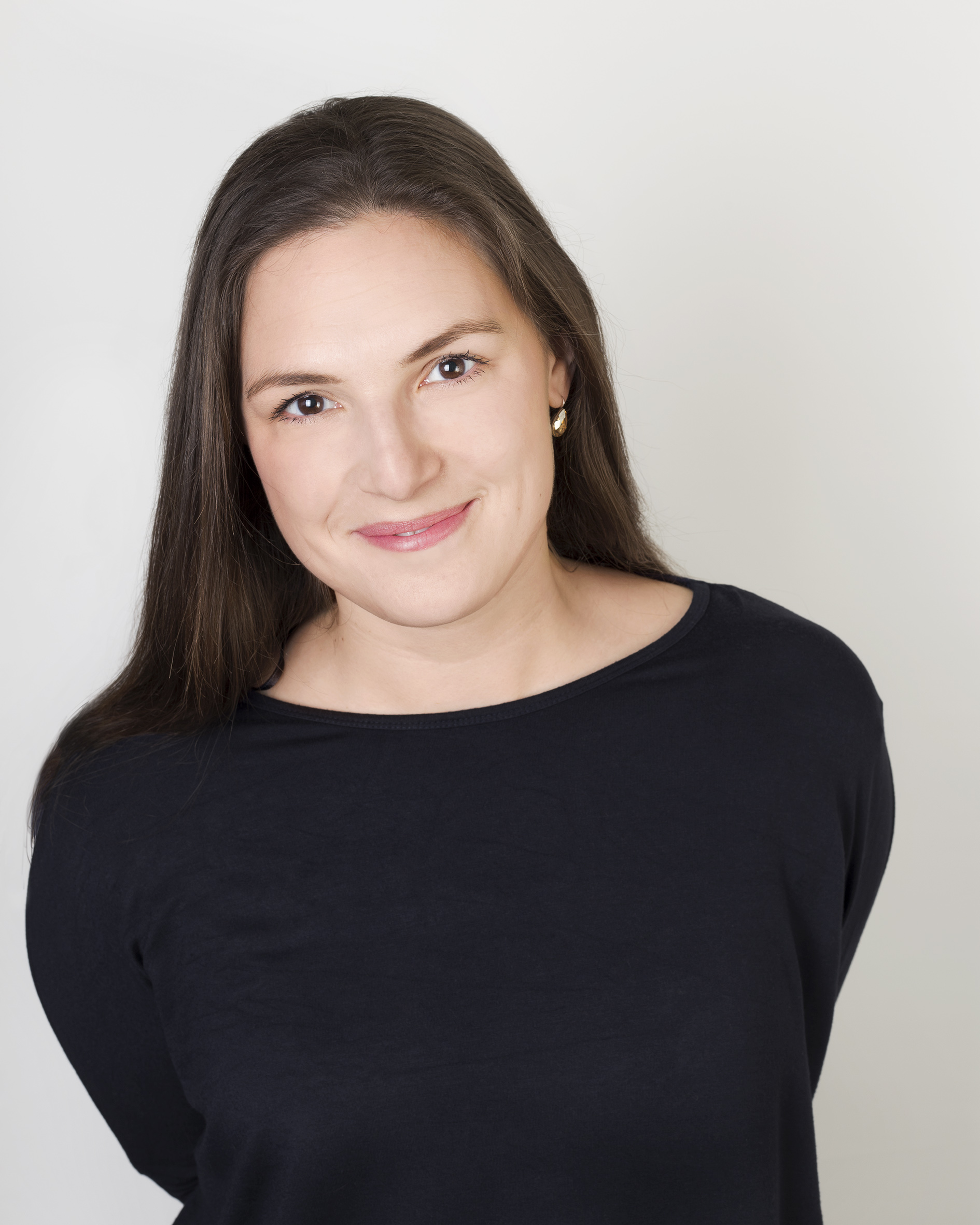
Sandra Stojiljkovic
geboren in 1981

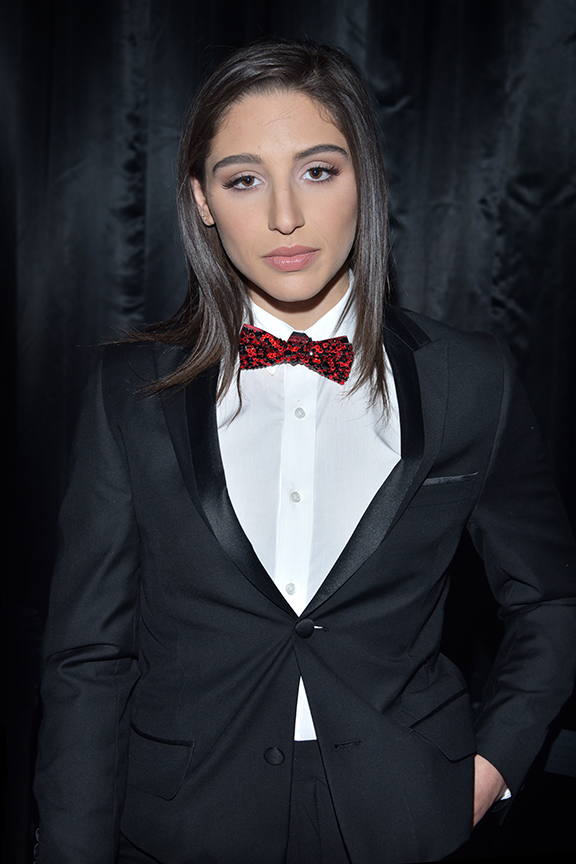
Abella Danger
geboren in 1995

- 1413 - Frederik II van Brandenburg, tweede zoon van markgraaf Frederik I van Brandenburg (overleden 1471)
- 1600 - Karel I, koning van Engeland, Schotland en Ierland (overleden 1649)
- 1693 - Henriette Charlotte van Nassau-Idstein, Duits prinses (overleden 1734)
- 1799 - William Mackie, Brits pionier en magistraat in West-Australië (overleden 1860)
- 1805 - Ferdinand Vicomte de Lesseps, Frans bedenker en bouwer van het Suezkanaal (overleden 1894)
- 1828 - Rani Lakshmibai, Indiaas koningin en rebellenleidster (overleden 1858)
- 1831 - James Garfield, 20e president van de Verenigde Staten (overleden 1881)
- 1850 - Isabelo Tampinco, Filipijns beeldhouwer (overleden 1933)
- 1852 - David Hendrik Havelaar, Nederlands ingenieur en politicus (overleden 1918)
- 1859 - Michail Ippolitov-Ivanov, Russisch componist, dirigent en muziekpedagoog (overleden 1935)
- 1868 - Gustave-Auguste Ferrié, Frans legerkapitein en radiopionier (overleden 1932)
- 1875 - Hiram Bingham, Amerikaans ontdekkingsreiziger, gouverneur en senator (overleden 1956)
- 1879 - Arthur Stockhoff, Amerikaans roeier (overleden 1934)
- 1888 - José Raúl Capablanca, Cubaans schaker (overleden 1942)
- 1893 - Gerard Boedijn, Nederlands componist en dirigent (overleden 1972)
- 1895 - Evert van Linge, Nederlands architect en voetballer (overleden 1964)
- 1897 - Bernhard Rein, Estisch voetballer en voetbaltrainer (overleden 1976)
- 1903 - Nancy Carroll, Amerikaans actrice (overleden 1965)
- 1906 - Jan Lemaire jr., Nederlands acteur en regisseur (overleden 1960)
- 1906 - Franz Schädle, Duits militair (overleden 1945)
- 1907 - Luigi Beccali, Italiaans atleet (overleden 1990)
- 1909 - Peter Drucker, Amerikaans schrijver, bedrijfskundige en consultant (overleden 2005)
- 1910 - Georg Köhl, Duits voetballer (overleden 1944)
- 1911 - Paavo Salminen, Fins voetballer (overleden 1989)
- 1912 - Domingos da Guia, Braziliaans voetballer (overleden 2000)
- 1912 - George Emil Palade, Roemeens-Amerikaans arts en celbioloog (winnaar Nobelprijs voor Geneeskunde of Fysiologie) (overleden 2008)
- 1912 - Bob Simpson, Amerikaans meteoroloog (overleden 2014)
- 1917 - Indira Gandhi, Indiaas premier (overleden 1984)
- 1918 - Eugenio Echeverría Castellot, Mexicaans politicus (overleden 1999)
- 1919 - Gillo Pontecorvo, Italiaans filmregisseur en scenarioschrijver (overleden 2006)
- 1919 - Alan Young, Amerikaans acteur (o.a. Wilbur Post in de televisieserie Mister Ed) (overleden 2016)
- 1924 - Edward Mutesa II, Oegandees president (overleden 1969)
- 1925 - Zygmunt Bauman, Pools-Brits socioloog/filosoof (overleden 2017)
- 1925 - Otto Deden, Nederlands organist en componist (overleden 2025)
- 1925 - Eddie Russo, Amerikaans autocoureur (overleden 2012)
- 1926 - Alfred Blondel, Belgisch beeldhouwer (overleden 2023)
- 1926 - Nobuo Hara, Japans jazzsaxofonist en bigbandleider (overleden 2021)
- 1926 - Jeane Kirkpatrick, Amerikaans politicologe, politica en diplomate (overleden 2006)
- 1926 - Emanuel Kummer, Nederlands schrijver, vertaler en literatuurwetenschapper (overleden 2016)
- 1926 - Pino Rauti, Italiaans politicus (overleden 2012)
- 1928 - Ina van Faassen, Nederlands actrice en cabaretière (overleden 2011)
- 1930 - Paul de Casteljau, Frans wiskundige en natuurkundige (overleden 2022)
- 1930 - Isaac Lipschits, Nederlands politicoloog en geschiedkundige (overleden 2008)
- 1933 - Larry King, Amerikaans tv-presentator (CNN) (overleden 2021)
- 1933 - Tin Moe, Myanmarees dichter (overleden 2007)
- 1933 - Nicolae Rainea, Roemeens voetbalscheidsrechter (overleden 2015)
- 1933 - Cyrill Ramkisor, Surinaams minister en ambassadeur (overleden 2025)
- 1934 - Kurt Hamrin, Zweeds voetballer (overleden 2024)
- 1934 - Valentin Kozmitsj Ivanov, Russisch voetballer en voetbaltrainer (overleden 2011)
- 1935 - Michael Stein, Nederlands journalist (overleden 2009)
- 1935 - Jack Welch, Amerikaans ondernemer/zakenman (overleden 2020)
- 1936 - Bill Allred, Amerikaans Amerikaans muzikant (overleden 2024)
- 1936 - Dick Cavett, Amerikaans talkshowpresentator
- 1937 - Kenneth Keith, Nieuw-Zeelands rechter
- 1938 - Ted Turner, Amerikaans mediamagnaat, oprichter van CNN
- 1940 - Bé Lutken, Nederlands politiefunctionaris (overleden 2016)
- 1941 - Dan Haggerty, Amerikaans acteur (overleden 2016)
- 1941 - Ivanka Hristova, Bulgaars atleet (overleden 2022)
- 1942 - Calvin Klein, Amerikaans modeontwerper
- 1943 - Fred Lipsius, Amerikaans fusionmuzikant
- 1944 - Agnes Baltsa, Grieks mezzosopraan
- 1944 - Klaus Fichtel, Duits voetballer die speelde als verdediger.
- 1945 - Hans Monderman, Nederlands verkeerskundige (overleden 2008)
- 1946 - Monique Vanherck, Belgisch atlete
- 1946 - Rita Vanherck, Belgisch atlete
- 1948 - Edi Stöllinger, Oostenrijks motorcoureur (overleden 2006)
- 1949 - Kieran Phelan, Iers politicus (overleden 2010)
- 1950 - Marleen de Pater-van der Meer, Nederlands politica (overleden 2015)
- 1954 - Abdul Fatah al-Sisi, Egyptisch politicus en militair
- 1954 - Dennis Ireland, Nieuw-Zeelands motorcoureur
- 1954 - Kathleen Quinlan, Amerikaans actrice
- 1955 - Jan Hautekiet, Belgisch radiomaker, muzikant en producer
- 1955 - Liz Snoijink, Nederlands actrice
- 1956 - Martine Jonckheere, Belgisch actrice
- 1956 - Adeline van Lier, Nederlands presentatrice, actrice en beeldend kunstenares
- 1957 - Ofra Haza, Israëlisch popzangeres (overleden 2000)
- 1958 - Algirdas Butkevičius, Litouws president
- 1958 - Gerlof Jukema, Nederlands arts en politicus
- 1958 - Charlie Kaufman, Amerikaans schrijver, regisseur en filmproducent
- 1958 - Gianni Pittella, Italiaans politicus
- 1960 - Matt Sorum, Amerikaans drummer en percussionist
- 1961 - Mark Chamberlain, Engels voetballer
- 1961 - Loris Dominissini, Italiaans voetballer en voetbaltrainer (overleden 2021)
- 1961 - Meg Ryan, Amerikaans actrice
- 1961 - Crystal Waters, Amerikaans zangeres
- 1962 - Jodie Foster, Amerikaans actrice en regisseuse
- 1963 - Terry Farrell, Amerikaans actrice
- 1965 - Gary Ablett, Engels voetballer (overleden 2012)
- 1965 - Laurent Blanc, Frans voetballer
- 1966 - Gail Devers, Amerikaans atlete
- 1966 - Esther Duller, Nederlands televisiepresentatrice
- 1967 - Oleg Maltsev, Russisch judoka
- 1968 - Luís Jesus, Portugees atleet
- 1969 - Philippe Adams, Belgisch autocoureur
- 1969 - Barbara Baarsma, Nederlands econome, hoogleraar
- 1969 – Richard Virenque, Frans wielrenner
- 1970 - Berthil ter Avest, Nederlands voetballer
- 1971 - Tracey Elizabeth McSween, Brits dancezangeres beter bekend als Shèna
- 1971 - Justin Chancellor, Amerikaans bassist
- 1972 - Sandrine Holt, Canadees actrice
- 1973 - Natasja Kensmil, Nederlands kunstschilderes
- 1974 - Sandro Ricci, Braziliaans voetbalscheidsrechter
- 1974 - Willemijn Veenhoven, Nederlands radio- en tv-presentatrice
- 1975 - Rollergirl (Nicole Safft), Duits zangeres
- 1976 - Benny Vansteelant, Belgisch atleet (overleden 2007)
- 1977 - Antony Gautier, Frans voetbalscheidsrechter
- 1977 - Reid Scott, Amerikaans acteur
- 1978 - Mahe Drysdale, Nieuw-Zeelands roeier
- 1978 - Marijn de Vries, Nederlands wielrenster
- 1979 - Jos van Nieuwstadt, Nederlands voetballer
- 1979 - Peter Wisgerhof, Nederlands voetballer
- 1980 - Yipsi Moreno, Cubaans atlete
- 1981 - Tarek Boukensa, Algerijns atleet
- 1981 - Jan Broekema, Nederlands politicus
- 1981 - Reginald Faria, Nederlands voetballer
- 1981 - André Lotterer, Duits autocoureur
- 1981 - Kimberley Smith, Nieuw-Zeelands atlete
- 1981 - Sandra Stojiljkovic, Zweeds actrice
- 1981 - Yfke Sturm, Nederlands fotomodel
- 1982 - Vincent Kortbeek, Nederlands bobsleeër
- 1982 - Martin Pottjewijd, Nederlands kunstenaar en grafisch ontwerper
- 1982 - Theo Zwarthoed, Nederlands voetballer
- 1983 - Meseret Defar, Ethiopisch atlete
- 1984 - Lindsay Ellingson, Amerikaans model
- 1984 - Jorge Fucile, Uruguayaans voetballer
- 1985 - Brahim Fouradi, Nederlands hiphopper (Fouradi)
- 1985 - Kasper Lorentzen, Deens voetballer
- 1986 - Nellie Benner, Nederlands actrice en presentatrice
- 1986 - Erin Hamlin, Amerikaans rodelaarster
- 1986 - Dmitri Poljanski, Russisch triatleet
- 1986 - Dayron Robles, Cubaans atleet
- 1986 - Jessicah Schipper, Australisch zwemster
- 1987 - Philipp Walsleben, Duits veldrijder/wielrenner
- 1989 - Immanuel Lemmens, Belgisch acteur
- 1989 - Tyga (Micheal Ray Stevenson), Amerikaans rapper
- 1990 - Sacha Theocharis, Frans freestyleskiër
- 1991 - Rebecca James, Brits baanwielrenster
- 1991 - Johannes Kühn, Duits biatleet
- 1991 - Wu Lei, Chinees voetballer
- 1992 - Doru Sechelariu, Roemeens autocoureur
- 1993 - Alexei Koșelev, Moldavisch-Russisch voetballer
- 1995 - Abella Danger, Amerikaans pornoactrice
- 1996 - Yannik Oettl, Duits voetballer
- 1997 - Valentin Darbellay, Zwitsers wielrenner en alpineskiër
- 1997 - Grant Holloway, Amerikaans atleet
- 1998 - Joey Veerman, Nederlands voetballer
- 1999 - Jevgenia Medvedeva, Russisch kunstschaatsster
- 2000 - Lucie Fityus, Australisch wielrenster
- 2000 - Larsen Thompson, Amerikaans actrice, model en danseres
- 2001 - Aidan Mikdad, Nederlands pianist
- 2001 - Nanne Ruuskanen, Fins voetbalster
- 2002 - Gaia Cauchi, Maltees zangeres
- 2002 - Anton Gaaei, Deens voetballer
- 2002 - Laura Kuske, Duits handbalster
- 2002 - Dylan Slevin, Iers darter
- 2003 - Yáser Asprilla, Colombiaans voetballer
- 2006 - Estrella Merino Gonzalez, Duits voetbalster

## Overleden
- 496 - Paus Gelasius I
- 498 - Paus Anastasius II

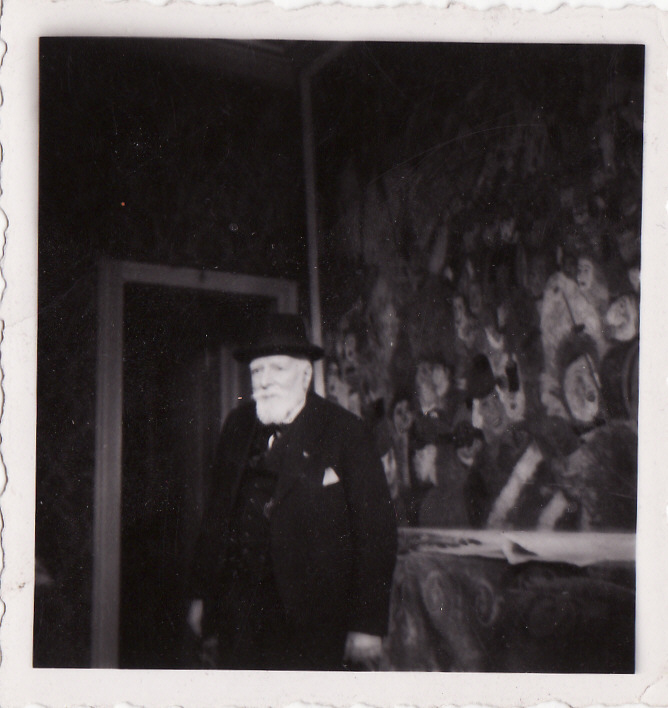
James Ensor
overleden in 1949

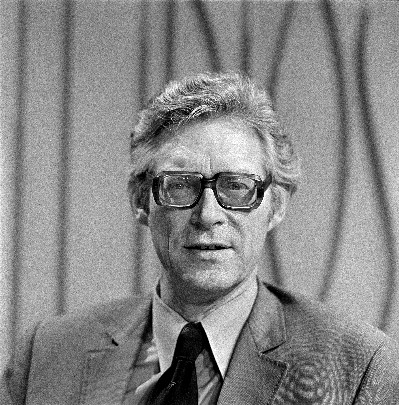
Herman Kuiphof
overleden in 2008

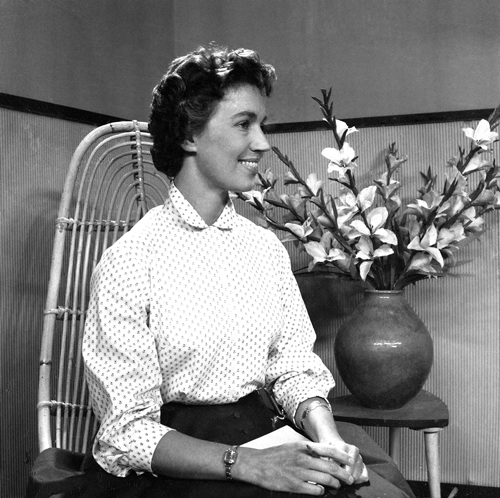
Hannie Lips
overleden in 2012

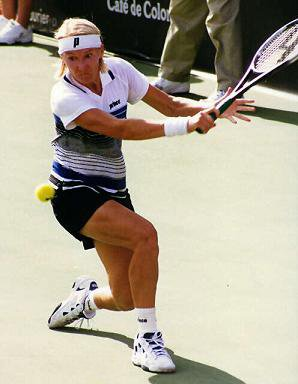
Jana Novotná
overleden in 2017

- 1597 - Willem van Nassau-Weilburg (27), graaf van Nassau-Weilburg
- 1665 - Nicolas Poussin (71), Frans kunstschilder
- 1672 - John Wilkins (58), Brits cryptograaf, parlementariër en bisschop van Chester
- 1692 - Thomas Shadwell, Engels schrijver
- 1828 - Franz Schubert (31), Oostenrijks componist
- 1908 - Vital Moreels (80), Belgisch politicus
- 1940 - Bob Glendenning (52), Engels voetballer en trainer
- 1942 - John Mulcahy (66), Amerikaans roeier
- 1942 - Cornelis van Teeseling (27), Nederlands kunstenaar en verzetsstrijder
- 1948 - Mannes Francken (60), Nederlands voetballer
- 1949 - James Ensor (89), Belgisch schilder
- 1951 - Charles Buchwald (71), Deens voetballer
- 1961 - Al Keller (41), Amerikaans autocoureur
- 1966 - Hens Dekkers (51), Nederlands bokser
- 1966 - Hendrik Kaasjager (75), Nederlands politiecommissaris
- 1967 - Arsenio Laurel (35), Filipijns autocoureur
- 1972 - Leonce Oleffe (75), Belgisch atleet
- 1973 - Mike Salay (64), Amerikaans autocoureur
- 1975 - Gerrit Bolhuis (69), Nederlands beeldhouwer
- 1980 - Jan Broeksz (74), Nederlands journalist, omroeppionier en -voorzitter (VARA), politicus en radiopresentator
- 1986 - Wim Roosen (68), Nederlands voetballer, atleet en sportbestuurder
- 1993 - Norman Tindale (93), Australisch antropoloog en etnograaf
- 1998 - Tetsuya Theodore Fujita (78), Japans meteoroloog, natuurkundige en bedenker van de Schaal van Fujita
- 1998 - René van Vooren (67), Nederlands komiek, acteur en producent
- 2001 - Lucien Vincent (92), Frans autocoureur
- 2004 - Fred Hale (113), oudste man ter wereld
- 2004 - John Robert Vane (77), Brits biochemicus en Nobelprijswinnaar
- 2005 - Edy de Wilde (86), Nederlands museumdirecteur
- 2007 - Peter Kellenbach (93), Nederlands componist en pianist
- 2008 - Carole Caldwell-Graebner (65), Amerikaans tennisspeelster
- 2008 - Pierre Huyskens (77), Nederlands journalist en schrijver
- 2008 - Herman Kuiphof (89), Nederlands sportjournalist en televisiecommentator
- 2009 - Johnny Delgado (61), Filipijns acteur
- 2009 - Wilhelmina Minis-van de Geijn (99), Nederlands paleontoloog
- 2010 - Ladislav Demeterffy (77), Kroatisch zanger
- 2011 - Gerard Ammerlaan (58), Nederlands componist
- 2012 - Hannie Lips (88), Nederlands tv-omroepster
- 2012 - Boris Stroegatski (79), Russisch schrijver
- 2013 - Joseph Lescrauwaet (90), Nederlands theoloog
- 2013 - Frederick Sanger (95), Brits moleculair bioloog en Nobelprijswinnaar
- 2014 - Anton Houtsma (76), Nederlands burgemeester
- 2014 - Mike Nichols (83), Duits-Amerikaans filmregisseur
- 2015 - Armand (69), Nederlands protestzanger
- 2017 - Peter Baldwin (86), Amerikaans regisseur
- 2017 - Andrea Cordero Lanza di Montezemolo (92), Italiaans kardinaal
- 2017 - Charles Manson (83), Amerikaans sekteleider en moordenaar
- 2017 - Jana Novotná (49), Tsjechisch tennisster
- 2017 - Della Reese (86), Amerikaans zangeres en actrice
- 2017 - Galina Semjonova (80), Russisch journaliste en Sovjet-Russisch politica
- 2017 - Kenneth Verwimp (24), Belgisch paralympisch bocciaspeler
- 2018 - Alfred Evers (83), Belgisch politicus
- 2018 - Leo Mariën (84), Belgisch atleet
- 2020 - Karl Menzen (70), Duits beeldhouwer
- 2021 - Bernard Rollin (78), Amerikaans hoogleraar filosofie
- 2021 - George Schöpflin (81), Hongaars politicus
- 2022 - Greg Bear (71), Amerikaans sciencefictionschrijver
- 2023 - Rosalynn Carter (96), Amerikaans presidentsvrouw
- 2023 - Ninie Doniah (Virginie Bezara) (56), Malagassisch zangeres en componiste
- 2023 - Wim van der Leegte (76), Nederlands ondernemer
- 2023 - Sara Tavares (45), Portugees zangeres
- 2024 - Odile Bailleux (84), Frans klavecinist en organist
- 2024 - Tony Campolo (89), Amerikaans predikant en schrijver
- 2024 - Henk van Rooij (76), Nederlands voetballer

## Viering/herdenking
- Monaco: Nationale feestdag
- Rooms-Katholieke kalender:

Nationale feestdag Monaco

  - Heilige Mechtild van Hackeborn (Helfta) († 1299)
  - Heilige Obadja (profeet) († 5e eeuw v.Chr.)
  - Heilige Patroclus van Colombier († 576)
  - Heilige Rafaël Kalinowski († 1907)
- Internationale Mannendag
- Wereld Toilet Dag (Sinds 2013. Uitgeroepen door de Verenigde Naties.)[13]

## Weerextremen

### Nederland
| | Officiële records | Officiële records | Officiële records |      | Landelijke records            | Landelijke records | Landelijke records |
| Gebeurtenis | Jaar              | Extreem           | Locatie           | Jaar | Extreem                       | Locatie            | |
| --- | ----------------- | ----------------- | ----------------- | ---- | ----------------------------- | ------------------ | --- |
| Laagste etmaalgemiddelde temperatuur (°C) | 1902              | −6,0              | De Bilt           |      | 1902                          | −6,0               | De Bilt |
| Hoogste etmaalgemiddelde temperatuur (°C) | 1963              | 13,1              | De Bilt           |      | 1963                          | 14,0               | Maastricht |
| Laagste minimumtemperatuur (°C) | 1902              | −8,8              | De Bilt           |      | 1971                          | −9,4               | Soesterberg |
| Hoogste minimumtemperatuur (°C) | 2003              | 11,7              | De Bilt           |      | 2023                          | 12,0               | Hoek van Holland, Schiphol, Voorschoten |
| Laagste maximumtemperatuur (°C) | 1985              | −1,4              | De Bilt           |      | 1985                          | −2,8               | Twenthe |
| Hoogste maximumtemperatuur (°C) | 1963              | 15,1              | De Bilt           |      | 1926                          | 16,5               | Maastricht |
| Hoogste uurgemiddelde windsnelheid (m/s) | 1939              | 19,0              | De Bilt           |      | 1939                          | 23,1               | Vlissingen |
| Hoogste windstoot (m/s) | 1986              | 21,6              | De Bilt           |      | 1982                          | 32,4               | Huibertgat |
| Langste zonneschijnduur (uur) | 1909              | 7,5               | De Bilt           |      | 1993 1997 1998 1999 2009 2022 | 7,7                | Arcen, Eindhoven, Gilze-Rijen, Hupsel, Maastricht, Rotterdam, Vlissingen, Volkel, Westdorpe, Wilhelminadorp Hoogeveen, Hupsel, Marknesse, Twenthe Hoogeveen Valkenburg ZH Maastricht Twenthe |
| Langste neerslagduur (uur) | 1986              | 20,4              | De Bilt           |      | 1986                          | 24,0               | Rotterdam |
| Hoogste etmaalsom van de neerslag (mm) | 1987              | 31,1              | De Bilt           |      | 1987                          | 39,0               | Valkenburg ZH |
| Laagste etmaalgemiddelde relatieve vochtigheid (%) | 1902, 1992        | 67                | De Bilt           |      | 2004                          | 60                 | Vlissingen |
| Laagste uurwaarde luchtdruk op zeeniveau (hPa) | 1911              | 970,7             | De Bilt           |      | 1911                          | 966,4              | De Kooy |
| Hoogste uurwaarde luchtdruk op zeeniveau (hPa) | 1976              | 1037,3            | De Bilt           |      | 1976                          | 1038,0             | De Kooy, Schiphol, Vlissingen |
| Officiële records worden altijd gemeten op het KNMI-weerstation in De Bilt. Landelijke records kunnen worden gemeten op elk officieel KNMI-weerstation in Nederland. |                   |                   |                   |      |                               |                    | |

Uitzonderlijke gebeurtenissen
- 1902 - Officieel laagste maximumtemperatuur in °C van november dit jaar gemeten in De Bilt: −1,0
- 1926 - Laatste landelijke zachte dag van het jaar gemeten in Maastricht (maximumtemperatuur ≥ 15 °C op een officieel weerstation)
- 1963 - Laatste officiële zachte dag van het jaar (maximumtemperatuur ≥ 15 °C in De Bilt)
- 1963 - Laatste landelijke zachte dag van het jaar gemeten in De Bilt, Deelen, Eindhoven, Gilze-Rijen, Maastricht, Rotterdam, Soesterberg, Twenthe en Volkel (maximumtemperatuur ≥ 15 °C op een officieel weerstation)
- 1986 - Landelijk maandrecord langste neerslagduur in uren van november gemeten in Rotterdam: 24,0
- 2023 - Officieel hoogste etmaalgemiddelde temperatuur in °C van november dit jaar gemeten in De Bilt: 12,4 (voorlopig)
- 2023 - Landelijk hoogste etmaalgemiddelde temperatuur in °C van november dit jaar gemeten in Voorschoten: 13,1 (voorlopig)
- 2023 - Officieel hoogste minimumtemperatuur in °C van november dit jaar gemeten in De Bilt: 11,2 (voorlopig)
- 2023 - Landelijk hoogste minimumtemperatuur in °C van november dit jaar gemeten in Hoek van Holland, Schiphol en Voorschoten: 12,0 (voorlopig)

### België
Dagrecords
- 1985 - Laagste etmaalgemiddelde temperatuur −3,1 °C
- 1926 - Hoogste etmaalgemiddelde temperatuur 14,4 °C
- 1861 - Laagste minimumtemperatuur −4,4 °C
- 1926 - Hoogste maximumtemperatuur 16,6 °C
- 2004 - Hoogste etmaalsom van de neerslag 24 mm

Uitzonderlijke gebeurtenissen
- 1933 - Maximumtemperatuur tot 18,5 °C op de Baraque Michel (Jalhay), maar slechts 12 °C aan de kust (Oostende).
- 1939 - Windstoot van 144 km/h in Antwerpen. Schade in geheel Vlaanderen.
- 1985 - Maximumtemperatuur zakt tot −3,3 °C in Ukkel en −7,0 °C in Botrange (Waimes).

<< · 1 · 2 · 3 · 4 · 5 · 6 · 7 · 8 · 9 · 10 · 11 · 12 · 13 · 14 · 15 · 16 · 17 · 18 · 19 · 20 · 21 · 22 · 23 · 24 · 25 · 26 · 27 · 28 · 29 · 30 · >>